# Cassidispa
Cassidispa is een geslacht van kevers uit de familie bladkevers (Chrysomelidae).
De wetenschappelijke naam van het geslacht werd in 1899 gepubliceerd door Raffaello Gestro.

## Soorten
- Cassidispa bipuncticollis (Chen, 1941)
- Cassidispa fermoralis (Chen & Yu, 1976)
- Cassidispa granulosa Weise, 1911
- Cassidispa maderi (Uhmann, 1938)
- Cassidispa mirabilis (Gestro, 1899)
- Cassidispa reducta Uhmann, 1931
- Cassidispa relicta L. Medvedev, 1957
- Cassidispa simplex Uhmann, 1931